# 엘 아모르 노 티에네 레세타
《엘 아모르 노 티에네 레세타》(스페인어: El amor no tiene receta)는 2024년 방영된 멕시코의 텔레노벨라이다.